# Moungi Bawendi
Moungi Gabriel Bawendi (arabisk: منجي الباوندي; født 15. marts 1961]) er en amerikansk-tunesisk-fransk kemiker. Han er ansat som Lester Wolfe Professor ved Massachusetts Institute of Technology. Bawendi er kendt for sin opdagelser inden for kemisk produktion af højkvalitets kvanteøer. I 2023 modtog han nobelprisen i kemi.